# Daniela Velasco
Daniela Eugenia Velasco Maldonado (Ciudad de México, 24 de agosto de 1995) es una atleta mexicana. Formó parte de la delegación mexicana en los Juegos Paralímpicos de Río de Janeiro 2016. Fue medallista de bronce en la prueba de los 400 metros categoría T12 en los Juegos Paralímpicos de Londres 2012. Estuvo cerca de ser medallista en los 1500 metros de Río 2016 pero luego fue descalificada.
De niña sufrió la pérdida de un ojo y llevó una rehabilitación en el Instituto Nacional para la Rehabilitación de Niños Ciegos y Débiles Visuales de México. Su inicio en el atletismo fue motivado por Ana Gabriela Guevara, a quien vio competir en los Juegos Olímpicos de Atenas 2004, por lo que buscó oportunidades para practicar deporte adaptado en el  Centro Paralímpico Mexicano. Es alumna de la Escuela Nacional Preparatoria 9 de la Universidad Nacional Autónoma de México. Su entrenador es Conrado Soto y su guía es César Belman.
Durante los Juegos Parapanamericanos de Lima 2019 rompió el récord de 1500 m T12 con un tiempo de 4.39.64.

## Carrera deportiva
Velasco ganó dos medallas de bronce y una de plata en los Juegos Parapanamericanos de 2011, en los 100, 200 y 400 metros planos, respectivamente. En los Juegos Paralímpicos de Londres 2012 compitió en los 400 metros planos en la categoría T12, con su guía José Fuentes, obteniendo la medalla de bronce con tiempo de 58.51. En los Juegos Parapanamericanos de 2015 logró medalla de oro en los 800 metros categoría T12 logrando 2:16.89, lo que representó un récord americano.

## Premios y reconocimientos
- 2019 - Presea Estado de México “Filiberto Navas Valdés”
- 2012 - Premio del Deporte de la Ciudad de México[3]